# Vagn Loft
Vagn Loft (24. september 1915 i København – 10. maj 1976 i Stengård Sogn, Gladsaxe) var en dansk forenings- og idrætsmand.
Han var søn af overretssagfører Viggo Loft og hustru Ella f. Holst, blev student fra Sortedam Gymnasium 1933 og uddannet i bankvæsen. I ved Sommer-OL 1936 i Berlin var han deltager i det danske landshold i hockey.
Under besættelsen gjorde Vagn Loft tjeneste ved Den Danske Brigade i Sverige og ved Special Forces i England, hvor han blev First Lieutenant ved First Parachute Brigade, senere ved King's Royal Rifle Corps. Hjemvendt til Danmark bestod Loft 1. del af juridisk embedseksamen 1945 og deltog atter som hockeyspiller i Sommer-OL 1948 i London.
Dernæst fulgte en række sekretærposter i foreningslivet. Loft blev ansat i Kongelig Dansk Automobil Klub 1947, var redaktør af KDAK's medlemsblad Auto 1948-54 og 1961-63 og var foreningens generalsekretær 1956-63. Samtidig var han direktør for SOS International 1958-62, blev dernæst informationschef ved Carlsberg Bryggerierne 1964, hvilket han var indtil 1972, samt sekretær for Carlsbergs Mindelegat for Brygger J. C. Jacobsen 1965 og for Tuborgfondet fra 1972. Medredaktør af Carlsbergbladet fra 1964. Han var desuden medlem af bestyrelsen for Dansk Automobil Sports Union og formand for dennes sportsudvalg 1952-60, præsident 1962-73 samt formand for Dansk Motorsports Råd 1971.
Loft var derudover medlem af Vanførefondens hovedbestyrelse, af bestyrelsen for Foreningen Nordens Københavnsafdeling, Komitéen for udstillinger i Det danske hus i Paris, Dansk Idræts-Forbunds amatør- og ordensudvalg og Frihedskampens Veteraners præsidium. Han skrev artikler i dagspressen og tidsskrifter om motorpolitiske, motortekniske og trafikale emner.
Loft modtog 1963 den internationale Avon Færdselssikkerheds Pris og bar desuden Kong Christian X's Erindringsmedalje.
Han blev gift 22. maj 1946 med Cynthia Bayman (født 30. juli 1922 i Durban i Sydafrika), datter af møbelarkitekt William Bayman og hustru Florence f. Exley.